# Edouard Wyss-Dunant
Edouard Wyss-Dunant (Thann, Haut-Rhin, 1897. április 17. – Genf, 1983. április 30.) svájci orvos és alpinista. Számos orvosi közleménye jelent meg, és egy sor hegymászókönyv szerzője. 1952-ben ő vezette az első svájci expedíciót a Mount Everestre.

## Élete
Apja svájci német volt, anyja pedig a frankofón Vaud kantonból származott. Gyermekkorát Elzászban töltötte, ahol apja egy vegyi gyárat vezetett. Ezután Genfben orvosnak tanult. Miután Zürichben radiológiából ledoktorált, Bernben telepedett le radiológusként. Közben az Academic Alpine Club Bern (AACB) tagja lett. Később egy genfi praxisban dolgozott, ahol megismerkedett későbbi feleségével, Lucrece-szel, és egy észak-afrikai tartózkodása kivételével élete végéig ott is élt.
Berni tartózkodása alatt megmászta a Berni-felvidék összes fő csúcsát: az Eiger Mittellegikammját, a Mönch északi gerincét és az Engelhörner-lánc számos megmászása az akkori klasszikus útvonalai közé tartozott. Húszas évei elején átszelte a Dent d'Hérens-t a Tiefenmatten-Joch-tól a Col du Lion-ig, és két nap alatt kettős mászást végzett a Matterhorntól és a Dent d'Hérens-től oda-vissza. Egyedül sikerült átkelnie a Matterhornon is. Alexander Taugwalderrel együtt megmászta a Matterhorn nehéznek tartott délkeleti hegygerincét, a Furggengraton keresztül. Marcel Kurz-cal megmászta a Mont Blanc-t is.
Számos külföldi expedíción is részt vett: Mexikóban (1936), Kelet-Afrikában (1937), Grönlandon (1938), Tibesztiben (Csád, 1946) és a Himalájában (1947 és 1952). Az ezekről szóló beszámolókat e francia nyelvű könyveiben írta meg: Appels des Sommets, Au dela des Cîmes, Sur les Hauts Plateaux Mexicains, Mes Ascensions en Afrique, Mirages Groenlandais és Forets et Cîmes Himalayennes.
A svájci alpesi klub és az Union Internationale des Associations d'Alpinisme (UIAA) elnöke volt. E szolgálatai és élethosszig tartó hegymászói tevékenysége elismeréseként 1963-ban az Alpesi Klub tiszteletbeli tagjává választották.

## 1952-es tavaszi expedíciója a Mount Everestre
Wyss-Dunant alpinista karrierjének csúcspontja az volt, amikor 1952 tavaszán a Svájci Alpokkutatási Alapítvány megválasztotta az első svájci expedíció vezetőjének a Mount Everestre.
Ennek az expedíciónak minden résztvevője Genfből érkezett. Szinte mindannyian a „L'Androsace” exkluzív hegymászóklubhoz tartoztak, és nagyon jól ismerték egymást. Genf városa és kantonja erkölcsileg és anyagilag támogatta az expedíciót, a tudományos kontingenst pedig a Genfi Egyetem biztosította. Ennek a csapatnak a feladata elsősorban a Csomolungma déli gerincén a Khumbu-gleccser megközelíthetőségének feltárása volt. Raymond Lambert és Tendzing Norgaj serpa kíséretében új magassági rekordként elérte a 8595 méteres magasságot a délkeleti gerincen. Tenzing tapasztalata hasznosnak bizonyult az 1953-as brit expedícióhoz, amelyet Edmund Hillaryvel hajtott végre.
Az első svájci Everest-expedíció eredményei felülmúlták a várakozásokat. Első kísérletre új útvonalat nyitott az Everest felé, és nehéz körülmények között kivételes magasságot ért el a délnyugati gerincen. Marcel Kurz kritikus véleménye szerint ez az expedíció egy győzelemmel ér fel, amely kikövezte az utat más expedíciók további sikerei előtt.

## Tudományos kutatása
Edouard Wyss-Dunant megalkotta a „halálzóna” kifejezést a Journal of the Swiss Foundation for Alpine Research folyóiratban megjelent akklimatizációról szóló cikkében.

## Fordítás
- Ez a szócikk részben vagy egészben  az   Edouard Wyss-Dunant című német Wikipédia-szócikk ezen változatának fordításán alapul.  Az eredeti cikk szerkesztőit annak laptörténete sorolja fel. Ez a jelzés csupán a megfogalmazás eredetét és a szerzői jogokat jelzi, nem szolgál a cikkben szereplő információk forrásmegjelöléseként.